# Terminalia edulis
Terminalia edulis là một loài thực vật có hoa trong họ Trâm bầu. Loài này được Blanco miêu tả khoa học đầu tiên năm 1845.